# ハインツ・バート
ハインツ・バート (Heinz Burt、1942年7月24日 - 2000年4月7日)は、ドイツ生まれのイギリスの歌手。活動初期はトルネイドースのベーシストをしており、脱退後はソロ歌手としてイギリスの奇才、ジョー・ミークのプロデュースの下活動していた。1970年代初頭に引退。
白髪にほぼ近い髪の色を兼ね備えたルックスで人気を出す。

## 来歴

### デビュー前
ドイツのデトモルトの生まれだが、父親は第二次世界大戦で戦死し、7歳の時にハンプシャーに移り住む。エディ・コクランに影響を受け、1950年代には、ファルコンズというスキッフルのバンドを結成している。
ファルコンズはジョー・ミークのオーディションを受けたが、ハインツに強い魅力を受けたミークは、ハインツのみ合格させた。そしてハインツは、トルネイドースのベーシストとして、本格的なミュージシャンの道を進み始める。
同性愛者の兆候も見られたミークは、半ば強制的にハインツをソロ歌手として売り出す。1963年にトルネイドースを辞めさせられたハインツは、「ドリームズ・ドゥ・カム・トゥルー」でシングル・デビューする。

### ジャスト・ライク・エディの成功
1960年に交通事故でこの世を去ったエディ・コクランに追悼の意を表した2枚目の「ジャスト・ライク・エディ」がチャートの5位を記録し、ハインツの代表曲となった。ミークが、ハインツをエディ・コクランの様なロック歌手にプロデュースしようという企みとハインツがコクランから受けた影響が、この曲には表されている。
1964年、コクランの曲のカバーが大半を占めたハインツ唯一のアルバム、『トリビュート・トゥ・エディ』をリリース。「ジャスト・ライク・エディ」成功後も「カントリー・ボーイ」や「ユー・ワー・ゼア」をシングル・リリースするも、最高位5位を超える事もなく、デッカ・レコードを辞め、コロムビア・レコードに移籍。
コロムビア・レコードでは、デッカ・レコード時代よりはロック色の強いシングルを発表する。「クエスチョンズ・アイ・キャント・アンサー」や「ディギング・マイ・ポテトズ」等5枚のシングルを発表する。しかし、「ジャスト・ライク・エディ」を超えるヒットには結び付かなかった。
ハインツがコロムビアで活動していた頃、同じくミークが手掛けていたバンド、ザ・ハニーカムズも「ハヴ・アイ・ザ・ライト」の大ヒットを成功させたが、テルスターに代表されるスペーシーで時代を超えたジョー・ミーク・サウンドに、聴衆がついて行けなくなってきていた。そして公私共にミークが常にハインツに付き回っているため、ハインツにとっても負担となり、両者の関係が悪化していく。更にハインツのガールフレンドの存在が世間に知られ、ミークとの関係に決定的な溝を作る引き金ともなった。

### 引退
1967年2月3日、奇しくも1959年に飛行機事故で急逝したバディ・ホリーの命日に、ミークはアパートの大家を猟銃で殺害し、自らも猟銃で自殺する。
ハインツは現場に居合わせていなかったものの、彼が登録所持していた銃が犯行に用いられたため、殺害容疑がかけられる。結果は無実であったが、この事件がきっかけで音楽界から引退する。
その後は、パントマイムで生計を立てる。1970年代のロックンロール・リバイバルにも参加する。トルネイドースの大ヒット作、「テルスター」の再録音にも参加する。
しかし晩年に運動ニューロン病を患い、車椅子で生活しなければいけない状況になった。生前最後のライヴでは、車椅子に乗った状態で3曲を歌い上げた。2000年4月7日、脳梗塞のためこの世を去る。57歳だった。

## ディスコグラフィー

### シングル・ディスコグラフィー
| 発売年 | レーベル             | A面                               | B面                        | 全英シングルチャート |
| ------ | -------------------- | --------------------------------- | -------------------------- | -------------------- |
| 1963年 | デッカ・レコード     | Dreams Do Come True               | Been Invited To A Party    | -                    |
| 1963年 | デッカ・レコード     | Just Like Eddie                   | Don't You Knock At My Door | 5位                  |
| 1963年 | デッカ・レコード     | Country Boy                       | Long Tall Jack             | 26位                 |
| 1964年 | デッカ・レコード     | You Were There                    | No Matter What They Say    | 26位                 |
| 1964年 | デッカ・レコード     | Please Little Girl                | For Loving Me This Way     | -                    |
| 1964年 | コロムビア・レコード | Questions I Can't Answer          | The Beating Of My Heart    | 39位                 |
| 1965年 | コロムビア・レコード | Diggin' My Potatoes               | She Ain't Comin' Back      | 49位                 |
| 1965年 | コロムビア・レコード | End Of The World                  | You Make Me Feel So Good   | -                    |
| 1965年 | コロムビア・レコード | Heart Full Of Sorrow              | Don't Worry Baby           | -                    |
| 1965年 | コロムビア・レコード | Don't Think Twice, It's All Right | Big Fat Spider             | -                    |
| 1966年 | コロムビア・レコード | Movin' In                         | I'm Not A Bad Guy          | -                    |

### アルバム・ディスコグラフィー
- 1963年 - Tribute To Eddie